# Germund Ludvig Cederhielm
Germund Ludvig Cederhielm, född den 8 april 1755 i Jönköping, död den 8 februari 1841, var en svensk greve, en af rikets herrar, attaché, överste i fransk tjänst, major i svensk, överstekammarjunkare, guvernör för arvprinsen Oscar.

## Biografi
Germund Ludvig Cederhielm var son till friherrinnan Lovisa Charlotta von Saltza och Germund Carl Cederhielm i friherreätten Cederhielm]. Han började sin militära bana 1770 då han utnämndes till officer vid Livdrabantkåren. Han blev 1774 kornett vid Lätta dragonerna, inom vilket regemente han avancerade till premiär major 1789.
Var under 1774 medlem av den svenska beskickning som sändes till Sankt Petersburg. Från 1776 reste Cederhielm runt i Europa med Gustav IIIs rekommendation, vilken öppnade dörrarna till samtliga av de europeiska hoven.
1778 blev han antagen i fransk krigstjänst och hade, då han kom hem till Sverige 1781, avancerat till överste i franska armén. 1783 blev han utnämnd till attaché vid den svenska ambassaden i Paris. 1811 blev han så utnämnd till överstekammarjunkare och under åren 1812 till 1815 var han guvernör för arvprinsen Oskar.
1814 utnämndes han till "En af Rikets Herrar", 1818 upphöjdes han till serafimerriddare och 1822 till greve.  Då han dog utslocknade den grevliga ätten Cederhielm.